# Портрет леди Терезы Ширли
«Портрет леди Терезы Ширли» (англ. Portrait of Lady Shirley) — картина Антониса ван Дейка 1622 года. Хранится в Петуорт-хаус.
На картине изображена Тереза Сампсония (1589—1668), черкесская дворянка, православного исповедания (после свадьбы перешедшая в католичество) из империи Сефевидов. Встретив в Персии елизаветинского авантюриста Роберта Ширли, она стала его женой и сопровождала его в путешествиях и посольствах по Европе от имени шаха Аббаса I Великого (1588—1629). Вместе с мужем она побывала в Москве, Польше, Лиссабоне. Многочисленные зарисовки пары появляются в итальянских альбомах Ван Дейка.
Картина представляет собой портрет сидящей девушки в черкесском платье бледно-золотого цвета, расшитом синим и красным, с мантией светло-коричневого цвета, типичной для её родины. Размеры картины — около 200 см в высоту и 133,4 см в ширину. Этот портрет парный к «Портрету сэра Роберта Ширли», заказанному во время встречи пары с Ван Дейком во время их визита в Рим с 22 июля по 29 августа 1622 года. Оба портрета хранятся в Петуорт-хаус и находятся под охраной Национального фонда.